# Get the Party Started
"Get the Party Started" é o primeiro single do álbum M!ssundaztood da cantora Pink. Tornou-se um grande sucesso internacional e chegou ao top dez em muitos países. A canção foi escrita pela ex-vocalista do 4 Non Blondes, Linda Perry. O single foi lançado nos Estados Unidos em 9 de Outubro de 2001 e alcançou a #4 posição na Billboard Hot 100.

## Videoclipe
O vídeo foi filmado pelo diretor Dave Meyers em Los Angeles no final de Setembro de 2001. No vídeo Pink está tomando banho e experimentando diferentes roupas para se arrumar e sair. Uma de suas amigas pega ela, e elas conduzem um carro bobbing. No entanto, o carro quebra. Elas ficam fora do carro e roubam dois skates de dois meninos, vão até o clube, mas são recusadas, então entram pela janela e curtem a festa.
O vídeo foi indicado em 2002, ao MTV Video Music Awards para "Melhor Vídeo de Pop" e ganhou os prêmios de "Melhor Vídeo Feminino" e "Melhor Vídeo de Dance".

## Desempenho nas paradas musicais
| Parada musical (2001 - 2002) | Melhor posição |
| ---------------------------- | -------------- |
| Austrália - ARIA singles     | 1              |
| Alemanha - Top 100           | 2              |
| Estados Unidos - Hot 100     | 4              |
| Canadá - Hot 100             | 11             |
| Nova Zelândia - Top 50       | 1              |
| Itália - Top 40              | 1              |

### Histórico na Billboard Hot 100
O single estreou na tabela Hot 100 da Billboard em 27 de Outubro de 2001, na #69 posição, e permaneceu na tabela por 24 semanas, até 6 de Abril de 2002.
| Semana | Data                    | Posição | Ref.   |
| ------ | ----------------------- | ------- | ------ |
| 1      | 27 de Outubro de 2001   | 69      | [ 1 ]  |
| 2      | 3 de Novembro de 2001   | 45      | [ 3 ]  |
| 3      | 10 de Novembro de 2001  | 35      | [ 4 ]  |
| 4      | 17 de Novembro de 2001  | 24      | [ 5 ]  |
| 5      | 24 de Novembro de 2001  | 15      | [ 6 ]  |
| 6      | 1 de Dezembro de 2001   | 13      | [ 7 ]  |
| 7      | 8 de Dezembro de 2001   | 9       | [ 8 ]  |
| 8      | 15 de Dezembro de 2001  | 6       | [ 9 ]  |
| 9      | 22 de Dezembro de 2001  | 5       | [ 10 ] |
| 10     | 29 de Dezembro de 2001  | 4       | [ 11 ] |
| 11     | 5 de Janeiro de 2002    | 4       | [ 12 ] |
| 12     | 12 de Janeiro de 2002   | 4       | [ 13 ] |
| 13     | 19 de Janeiro de 2002   | 4       | [ 14 ] |
| 14     | 26 de Janeiro de 2002   | 4       | [ 15 ] |
| 15     | 2 de Fevereiro de 2002  | 4       | [ 16 ] |
| 16     | 9 de Fevereiro de 2002  | 6       | [ 17 ] |
| 17     | 16 de Fevereiro de 2002 | 10      | [ 18 ] |
| 18     | 23 de Fevereiro de 2002 | 9       | [ 19 ] |
| 19     | 2 de Março de 2002      | 14      | [ 20 ] |
| 20     | 9 de Março de 2002      | 20      | [ 21 ] |
| 21     | 16 de Março de 2002     | 25      | [ 22 ] |
| 22     | 23 de Março de 2002     | 27      | [ 23 ] |
| 23     | 30 de Março de 2002     | 36      | [ 24 ] |
| 24     | 6 de Abril de 2002      | 48      | [ 25 ] |

## Versões covers
- Uma versão cover por Stretch Arm Strong foi gravada em 2002 para a coletânea Punk Goes Pop.
- Um remix  eurodance  foi gravada por Nancy And The Boys em  2002 dance para a coletânea Dancemania Speed 10.
- Em 2003, Damien Rice gravou uma versão com Lisa Hannigan para a coletânea  Even Better than the Real Thing Vol. 1.
- Sascha Schmitz gravou uma versão rockabilly (como Dick Brave & The Backbeats) no álbum Dick This!, lançado em 2003.
- Shirley Bassey gravou uma versão em 2006 para o álbum de mesmo nome